# Hermetismo

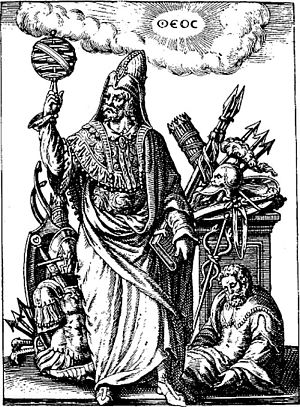
Gravura de "Mercurius Trismegistus" em Historia Deorum fatidicorum (1675) de Pierre Mussard, Veneza

O hermetismo ou hermeticismo é uma doutrina filosófica e religiosa de crença no misticismo e na alquimia, baseada principalmente em textos epigráficos de autoria atribuídos a Hermes Trismegistus.
Hermes Trismegisto (do latim trismegistus: "três vezes grande") é uma divindade que combina características do deus grego Hermes e do deus egípcio Thoth.

## Princípios doutrinários
Alguns dos princípios do corpo doutrinário hermético são:
1. pensamento simbólico;
2. ser humano como símbolo emblemático do mundo (relação microcosmo-macrocosmo);
3. a anima mundi (do latim "alma do mundo"), força universal que conecta tudo no universo;[3]
4. a teoria das correspondências entre os níveis;
5. a complementaridade dos opostos;
6. a meditação como uma técnica para ascender a mente individual à região da Grande Mente; e
7. a vida como transmutação pessoal.

Segundo os hermetistas, a alquimia não seria uma mera protociência, mas uma linguagem codificada por meio de símbolos que permitiriam ao iniciado... "acessar uma percepção de ordem supra-histórica, na qual a natureza e o próprio ser humano [... ] estão em um status de criação".
A teoria hermética teve influência decisiva em várias correntes filosóficas, religiosas e esotéricas, bem como na arte, principalmente na literatura, na música e na pintura, tendo grande importância durante o Renascimento e a Reforma. A tradição afirma ser descendente de uma prisca theologia, a ideia de que existe uma teologia simples e verdadeira, que está presente em todas as religiões e foi dada por Deus ao ser humano na antiguidade.
Escritos herméticos, também chamados de Hermetica, obras de revelação sobre assuntos ocultos, teológicos e filosóficos atribuídos ao deus egípcio Thoth datadas de aproximadamente 34 mil anos a.C., nas tabuas de esmeraldas e, posteriormente reescrita pela terceira encarnação do mesmo (grego Hermes Trismegistos [Hermes o nascido três vezes]), que se acreditava ser o introdutor da escrita a vários anos depois, patrono de todas as artes, que dependem da escrita. A coleção, escrita em grego e latim, provavelmente data de meados do primeiro ao final do século III d.C. Foi escrito na forma de diálogos platônicos e divide-se em duas classes principais: Hermetismo “popular”, que lida com astrologia e outras ciências ocultas; e o hermetismo “aprendido”, que tudo tem sua dualidade. Ambos parecem ter surgido na complexa cultura Atlântida, conhecida como (terra perdida). Do Renascimento até o final do século XIX, a literatura hermética popular recebeu pouca atenção acadêmica. Estudos mais recentes, entretanto, mostraram que seu desenvolvimento precedeu o do hermetismo erudito e que reflete idéias e crenças amplamente defendidas no início do Império Romano e, portanto, significativas para a história religiosa e intelectual da época. Na era helenística, houve uma desconfiança crescente do racionalismo grego tradicional e uma quebra da distinção entre ciência e religião. Hermes-Thoth era apenas um dos deuses e profetas (principalmente orientais) a quem as pessoas se voltavam para obter uma sabedoria divinamente revelada.

## Conceito
O Hermetismo, é um rótulo usado para designar um sistema filosófico e místico que se baseia principalmente nos supostos ensinamentos de Hermes Trismegistus (uma lendária combinação helenística do deus grego Hermes e do deus egípcio Thoth).  Esses ensinamentos estão contidos nos vários escritos atribuídos a Hermes (a Hermetica), que foram produzidos ao longo de um período que abrange muitos séculos (c. 300 a.C - 1200 d.C), e podem ser muito diferentes em conteúdo e escopo.
Um dos usos mais comuns do rótulo é se referir ao sistema religioso-filosófico proposto por um subgrupo específico de escritos herméticos conhecido como Hermetica 'filosófica' , o mais famoso dos quais é o Corpus Hermeticum (uma coleção de dezessete herméticos gregos tratados escritos entre c. 100 e c. 300 EC).  Esta forma histórica específica da filosofia hermética é às vezes mais restritivamente chamada de hermetismo, para distingui-la das filosofias inspiradas pelos muitos escritos herméticos de um período e natureza completamente diferentes.
Um termo mais aberto é hermetismo , que pode se referir a uma ampla variedade de sistemas filosóficos baseados em escritos herméticos, ou mesmo apenas em assuntos geralmente associados a Hermes (mais notavelmente, a alquimia costumava ser chamada de "a arte hermética" ou "a filosofia hermética").  O uso mais famoso do termo neste sentido mais amplo está no conceito de hermetismo renascentista , que se refere à ampla gama de filosofias modernas inspiradas, por um lado, por Marsilio Ficino (1433-1499) e Tradução de Lodovico Lazzarelli (1447-1500) do Corpus Hermeticum e, por outro lado, por Paracelso (1494-1541) introdução de um novo desenho filosofia médica sobre a 'técnica' Hermetica (isto é, astrológico, alquímico, e mágico Hermetica, tais como a tábua de esmeralda).
Em 1964, Frances A. Yates apresentou a tese de que o hermetismo renascentista, ou o que ela chamou de "tradição hermética", foi um fator crucial no desenvolvimento da ciência moderna.  Embora a tese de Yates tenha sido amplamente rejeitada,  o importante papel desempenhado pela ciência "hermética" da alquimia no pensamento de figuras como Jan Baptist van Helmont (1580-1644), Robert Boyle (1627-1691) ou Isaac Newton (1642–1727) foi amplamente demonstrado.
Ao longo de sua história, o hermetismo esteve intimamente associado à ideia de uma sabedoria divina primitiva, revelada apenas ao mais antigo dos sábios, como Hermes Trismegistus. Na Renascença, isso se desenvolveu na noção de uma prisca theologia ou "teologia antiga", que afirmava que há uma teologia única e verdadeira que foi dada por Deus a alguns dos primeiros humanos, e vestígios da qual ainda podem ser encontrado em vários sistemas antigos de pensamento. Pensadores como Giovanni Pico della Mirandola (1463-1494) supunham que essa 'teologia antiga' poderia ser reconstruída estudando (o que então se considerava ser) os escritos mais antigos ainda existentes, como aqueles atribuídos a Hermes, mas também aqueles atribuídos para, por exemplo, Zoroastro, Orfeu , Pitágoras , Platão , os ' caldeus ' ou a Cabala .  Isso logo evoluiu para a ideia, proposta pela primeira vez por Agostino Steuco (1497-1548), de que uma e a mesma verdade divina pode ser encontrada nas tradições religiosas e filosóficas de diferentes períodos e lugares, todas consideradas como diferentes manifestações do mesma filosofia perene universal . Nesse contexto perenialista, o termo 'Hermético' tendia a perder ainda mais sua especificidade, eventualmente se tornando um mero provérbio para o suposto conhecimento divino dos antigos egípcios, especialmente no que se refere à alquimia e à magia. Apesar do uso ocasional de textos e conceitos herméticos autênticos, esse uso genérico e pseudo-histórico do termo foi muito popularizado pelos ocultistas dos séculos XIX e XX.
Alguns dos princípios do corpo doutrinário hermético são: a) pensamento simbólico, b) o ser humano como símbolo emblemático do mundo (relação microcosmo-macrocosmo ), c) anima mundi , d) teoria das correspondências entre os níveis, e) a complementaridade dos opostos, f) meditação como técnica de ascensão da mente individual à região da Grande Mente; eg) vida como transmutação pessoal. Segundo os hermetistas, a alquimia não seria uma mera protociência , mas uma linguagem codificada por meio de símbolos que permitiriam ao iniciado "acessar uma percepção de ordem supra-histórica, na qual a natureza e o próprio ser humano [... ] estão em um status de criação ". A teoria hermética teve influência decisiva em várias correntes filosóficas, religiosas e esotéricas, bem como na arte, principalmente na literatura, na música e na pintura, tendo grande importância durante o Renascimento e a Reforma. A tradição afirma ser descendente de uma prisca theologia, a ideia de que existe uma teologia simples e verdadeira, que está presente em todas as religiões e foi dada por Deus ao ser humano na antiguidade.
Muitos escritores cristãos, incluindo Lactâncio, Tomás de Aquino, Giordano Bruno , Marsilio Ficino, Campanela e Giovanni Pico della Mirandola , consideraram Hermes Trismegistus um sábio profeta pagão que previu a chegada do cristianismo.  No entanto, alguns católicos teológicos  como condenados ou doutrina considerada uma heresia em grande parte por seu sigilo iniciático e sincretismo. Um dos primeiros a fazê-lo foi Agustín de Hipona em sua obra A Cidade de Deus.
O livro Poimandres, do qual Marsilio Ficino formou sua opinião, afirma que Hermes "se chamava Trismegisto porque era o maior filósofo, o maior sacerdote e o maior rei".  A enciclopédia bizantina Suda (século X) afirma que: "Ele foi chamado de Trismegisto por causa de seu louvor à trindade, dizendo que há uma natureza divina na trindade."

## Etimologia e Definição
O termo hermético vem do latim medieval hermeticus, que é derivado do nome do deus grego Hermes . Em inglês, é atestado desde o século XVII, como em "escritores herméticos" (por exemplo, Robert Fludd ). A palavra hermética foi usada por John Everard em sua tradução para o inglês de O Pymander de Hermes, publicada em 1650.  Mary Anne Atwood mencionou o uso da palavra Hermética por Dufresnoy em 1386.
O termo sinônimo Hermetical também é atestado no século XVII. Sir Thomas Browne em sua Religio Medici de 1643 escreveu: "Agora, além desses Espíritos particulares e divididos, pode haver (pois eu devo saber) um Espírito universal e comum a todo o mundo. Foi a opinião de Platão, e ainda é de os Filósofos Herméticos. " (RM Parte 1: 2) Hermes Trismegistus supostamente inventou o processo de fazer um tubo de vidro hermético (um processo na alquimia) usando um selo secreto. Conseqüentemente, o termo "completamente selado" está implícito em "hermeticamente selado" e o termo "hermético" também é equivalente a "oculto" ou oculto.
O segredo filosófico é construído com base em um conjunto de escritos supostamente surgidos no Egito durante o período de dominação romana (entre os séculos I e IV d.C), e colocados sob a invocação de Hermes Trismegistus . O hermetismo é provavelmente a "tentativa helênica" de sistematizar filosoficamente parte das doutrinas religiosas e místicas da cultura egípcia tardia (embora não haja razão para descartar outras influências "orientais", como a israelita , por exemplo). Da mesma forma, é altamente provável que essa sistematização filosófica ou "culta" tenha sido realizada com base em outros escritos anteriores da ciência oculta, já que o chamado hermetismo técnico ou popular. Essa definição segue esses escritos da antiguidade tardia, que servirão de base para toda a vasta produção hermética que se seguiu.
A tradição hermética se "fundiria" com parte da estrutura neoplatônica e do cristianismo incipiente durante a Antiguidade tardia, e com a religião católica, o cisma luterano e a Cabala cristã, por meio dos filósofos (platônicos, hermetistas) e mágicos da Renascença e da BarrocoMas em nenhum caso o esqueleto de sua filosofia seria borrado. Da mesma forma, o hermetismo inspiraria, devido ao seu poder sedutor, muitas correntes ocultas do século XIX. Seu universo vivo e sua exaltação do espírito humano serviriam no século XIX como serviram na Renascença: para muitos personagens rebeldes e estranhos confrontarem o mecanicismo, o materialismo e o racionalismo militante imposto pelo "pedantismo acadêmico" (aristotélico ou positivista) e o Iluminismo.
Um caso separado é a tese (em grande parte devido a Yates) que estabelece a filosofia hermética como uma das forças motrizes por trás do advento da ciência moderna no século XVII . Embora esta teoria aventureira tenha recebido várias críticas, seu fundamento mais sólido está na concepção renascentista e barroca da magia natural , bem como na exaltação do ser humano e sua intervenção no mundo físico, que define (é claro com muitas nuances) a filosofia hermético.
É muito difícil separar o hermetismo filosófico (místico) do hermetismo técnico (oculto). No entanto, pode-se dizer com grande certeza que os filósofos herméticos estavam ligados a conceitos comuns aos cientistas da época, como a astrologia e principalmente a alquimia, e a um certo tipo de magia cerimonial greco-egípcia. Embora acima de tudo seja necessário considerar o hermetismo como uma construção filosófica (um amálgama de estoicismo, platonismo médio, neopitagorismo e algum aristotelismo), mas com fins "práticos" (o objetivo de todo bom hermetista é alcançar a comunhão com Deus por meio revelação teúrgica, a recepção do nous divino ou palingênese).
A tese de Festugière, que tenta separar a "gnose otimista" da "gnose pessimista", não foi muito influenciada no sentido de considerar a filosofia hermética como uma forma degenerada da filosofia mística grega. No entanto, para alguns autores esta separação e esta suposta "degeneração" não são suportadas nos textos. Por outro lado, é evidente que os filósofos herméticos não pretendiam erguer um agenciamento filosófico infalível, comparável ao discurso platônico.
O arranjo dos filósofos herméticos da antiguidade tardia oferecido aqui é de valor eminentemente didático. O objetivo desse arranjo é facilitar a compreensão das doutrinas contidas no Corpus, no Asclépio , nos Extratos de Stobeo e nas Definições Armênias . Portanto, a estrutura oferecida a seguir é um tanto subjetiva. Essas questões e conceitos que devem ser destacados da construção filosófica hermética da antiguidade tardia eclética foram incluídos aqui.

## Escritos herméticos
Os escritos herméticos são uma coleção de 18 obras Gregas, e as principais são o Corpus Hermeticum e a Tábua de Esmeralda, as quais são tradicionalmente atribuídas a Hermes Trismegisto.

Estes escritos contêm os aspectos teóricos e filosóficos do hermetismo. Segundo Wouter Hanegraaff, o Corpus Hermeticum foi considerado, no Renascimento como voltado à prisca theologia (teologia primordial) e contém uma cosmologia relacionando o conhecimento de si, o conhecimento de Deus e o conhecimento da Natureza, tal como nesse trecho do livro XI:
"Tu deves pensar em Deus desta forma, como tendo tudo—o cosmos, ele mesmo, os pensamentos semelhantes ao universo dentro de Si mesmo. Assim, a menos que tu te tornes igual a Deus, não poderás compreender Deus: semelhante é entendido por semelhante. Faze-te crescer até a imensidão incomensurável, ultrapassa todo o corpo, supera todo o tempo, torna-te a eternidade e compreenderás Deus ... Vai mais alto que toda altura e mais baixo que toda profundidade. Coleta em ti todas as sensações do que foi feito, do fogo e água, seco e úmido; está tu em todos os lugares ao mesmo tempo, na terra, no mar, no céu; sê ainda não nascido, está no útero, sê jovem, velho, morto, além da morte. E quando tiveres entendido tudo isso de uma vez—tempos, lugares, coisas, qualidades, quantidades—então poderás entender Deus ... E tu dizes: "Deus não é visto"? Segura tua língua! Quem é mais visível do que Deus? É por isso que Ele fez todas as coisas: para que então através de todas elas possas olhar para Ele"
A partir de manuscritos árabes do século XI e XII, traduzidos ao latim, o Império Bizantino foi marcado por uma outra coleção de obras herméticas, que também são relacionadas ao Hermes Trismegisto, e contêm uma tradição hermética que foi popular, composta essencialmente por escritos relacionados a astrologia, magia e alquimia (as chamadas "ciências ocultas"). Esse ramo foi também transmitido à Europa ocidental e estudado pelos humanistas da Renascença, cujos pioneiros foram Marsílio Ficino e Giovanni Pico della Mirandola, que formaram um sincretismo de hermetismo, neoplatonismo, cabala, tradições mágicas (ver magia renascentista) e cristianismo no século XV. Essa base foi chamada de "tradição hermética" por Frances Yates, tornando-se constituinte da chamada "magia natural" e fundamental no desenvolvimento do esoterismo ocidental.
Esta versão popular encontra sustentação ou base nos diálogos Herméticos, apesar dele se distanciar da magia. A prática da magia entretanto não está distante das praticas realizadas no antigo Egito, a qual em uma última análise é a fonte de todos os diálogos herméticos, pois o hermetismo lá floresceu, e portanto estabelece uma conexão entre as duas tradições Herméticas: filosófica e magia. O livro Caibalion foi escrito no final do século XIX por três iniciados que registraram as Sete Leis do Hermetismo. Não é um livro oriundo da era pré-cristã como se supõe. O hermetismo consiste, de forma sincrética, no estudo e prática da evolução e expansão da consciência humana até à Consciência divina, penetrando assim nos mais profundos mistérios da Criação, o que ficou conhecido como iniciação, iluminação ou senda no Oriente.

## Hermes Trismegisto
A divindade de Hermes Trismegisto provêm da introdução do deus Toth na religião grega; um deus egípcio o qual simboliza a lógica organizada do universo. Ele é relacionado aos ciclos lunares a qual em suas fases expressa a harmonia do universo. E também como deus do verbo e da sabedoria foi naturalmente identificado com Hermes. Como o deus da sabedoria o Toth foi atribuído como escritor de uma série de textos sagrados egipcíos os quais descrevem os segredos do universo. Os textos Herméticos antigos podem ser considerados também retentores de ensinamento e de uma base de iniciação a antiga religião egípcia.
Como todos os deuses egípcios o Toth inicialmente era adorado localmente, mas depois a adoração a ele espalhou-se por todo o Egito. Uma das localidades de adoração ao Toth era na Grande Hermópolis. Com o estabelecimento da dinastia ptolomaica naquela região Gregos imigraram também para a cidade sagrada de Toth. Desta imigração de gregos advém a identificação de Hermes com Toth.

## Conceitos herméticos
Os conceitos do hermetismo possuem feição doutrinal, esotérica e teológica, servindo de subsídio para diversas escolas esotéricas na atualidade:

### Tríade hermética: Deus, cosmos e, ser humano
O hermetismo é completamente unitário em termos da tríade fundamental que estrutura a realidade. Considerar Deus como um cosmos imóvel, o céu como um cosmos móvel e o ser humano como um cosmos racional, capaz de ascender ao criador e ao demiurgo. Nessa procissão hipostática, o ser humano é a imagem do cosmos, e o cosmos é o produto de Deus, cujo sopro (pneûma) guia o movimento das estrelas  e une todos os seres em uma cadeia simpática. Voltaremos às outras "forças" em ação na criação, como providência, necessidade, destino e eternidade; basta agora ter uma visão clara dos pilares que sustentam o mecanismo da criação e sua dependência absoluta. Essa dependência, muito importante para manter a unidade do pensamento e suas "aplicações práticas", é constantemente reiterada na Hermetica. As diferentes concepções dessas hipóstases fundamentais e seres intermediários (referimo-nos sobretudo ao sol como o segundo demiurgo entre o cosmos e o ser humano) não devem nos confundir, ao contrário, são tentativas de reconciliar nossa primeira tríade por meio de entidades vinculadas.
O hermetismo deve ser considerado uma "filosofia cheia de vida": o universo hermético está vivo e suas entidades governantes agem eternamente. A morte e o vazio não têm lugar no segredo.

### Deus
O Deus supremo é o princípio fundamental sobre o qual se articula toda a doutrina hermética. Deus é pai e bom, criador e demiurgo. Deus é o bem supremo e o melhor artesão da criação. A outra denominação de Deus é a de “pai”, em sua capacidade de criar todas as coisas. Bem, a natureza do pai é criar. E é por isso que os homens estéreis são amaldiçoados, os que não conseguiram imitar sua obra. De acordo com essa cosmovisão, Deus usou a "Palavra" para engendrar o cosmos: O criador teria feito o cosmos inteiro não com suas mãos, mas com a palavra. Portanto, ele pensa que está presente, que existe eternamente, que criou todas as coisas, que é um e único e que criou todos os seres por sua própria vontade.
No hermetismo, as formas de se referir a Deus são aparentemente contraditórias, Deus é ao mesmo tempo visível na criação, possui todos os nomes, é uno e goza da fecundidade de ambos os sexos, mas também é incognoscível, inominável, invisível e está envolta nas brumas do mistério. Na verdade, esta forma de se referir a Deus e seus atributos visa apenas expressar que a totalidade da realidade é o próprio Deus, seguindo uma tradição teológica de origem egípcia (Ra é "aquele que é e não é"). Se Deus não fosse invisível, ele não poderia abranger a totalidade da criação, ele não poderia ser eterno, porque o invisível é eterno. Deus, portanto, só pode ser apreendido pelas suas próprias obras, visto que se manifesta nelas e por meio delas e sobretudo a quem quer se manifestar. A obra de Deus é visível no ser humano. Deus só pode ser conhecido por meio de sua habilidade. É por isso que Deus está além de qualquer denominação, é por isso que ele é tanto o invisível quanto o mais evidente. Aquele que é contemplado pelo pensamento, mas também visível aos olhos.
Se Deus é tudo, princípio da criação e a própria criação, quando falamos do que ele é, falamos de Deus, pois ele contém tudo o que existe e nada é possível fora dele, nem ele está fora de nada. Note que aqui uma doutrina panteísta não se estabelece sem mais, mas sim uma imanência absoluta de Deus, uma forma de identificação total entre o criador e o criado, que bem poderia ter inspirado Giordano Bruno. Se Deus é o Bem supremo, pela força ele é o gerador da Beleza e é preciso ter a audácia de afirmar, Asclépio, que a essência de Deus, se Deus a tem, é beleza; e que é impossível que o belo e o bom ocorram em qualquer um dos seres do cosmos, uma vez que todas as coisas que nosso olhar abrange são meros simulacros e aparências enganosas. A vontade de Deus é o princípio criativo, a energia que ela desdobra gera toda a criação, e sua essência [é] querer que todas as coisas existam; para Deus, o pai, o bom, não é apenas o ser de todas as coisas, mesmo quando já não são, mas a realidade mais íntima de todos os seres. Isso é o Deus pai, o bom, e nada mais se pode atribuir a ele.
Da mesma forma, e aqui devemos enfatizar, não há lugar para a morte em Deus, porque a vontade de Deus é vida e se todas as coisas são vivas, terrestres e celestiais, e a vida é uma, então a vida é gerada por Deus e pelo próprio Deus. Em suma, todas as coisas nascem de Deus e a vida é a união do pensamento e da alma; e assim a morte não consiste na destruição das coisas reunidas, mas na dissolução da união. Porque como poderiam as coisas mortas existir em Deus, a imagem do todo e da totalidade da vida?  
Uma bela alegoria mostra-nos Deus como um músico perfeito, que nunca falha, e que não só executa a harmonia das canções, mas também dá o ritmo da melodia adequado a cada instrumento.  E assim, encontramos em Asclépio: O conhecimento da música não consiste, portanto, mas em conhecer a distribuição ordenada do universo como um todo e qual é o plano divino pelo qual um lugar foi atribuído a cada coisa; pois o arranjo que, num plano artístico, reúne coisas singulares no mesmo grupo, completa um concerto muito doce e verdadeiro que produz música divina.

### Mônada
Seguindo a doutrina pitagórica, a unidade, como reflexo de Deus em todas as coisas, nos leva à concepção da mônada como elemento analógico e imanente à criação. A unidade, por ser o começo e a raiz de tudo, está em todas as coisas como raiz e começo. Como princípio de todas as coisas, uma vez que não há nada sem ele, não se origina de nada, mas de si mesmo. E como tal princípio, a unidade contém todos os números e não está contida em nenhum, ao mesmo tempo que gera todos os números sem ser gerada por nenhum.

### Gênese
A questão da Criação é uma das mais complexas, dispersas e contraditórias da Hermética. Os tratados herméticos são os textos que melhor reúnem as diferentes gêneses herméticas. Tem-se desejado ver influências do Gênesis Bíblico, mas a semelhança é provavelmente o resultado do interesse dos hermetistas pela passagem do Antigo Testamento, ou seja, que ambas as construções, a egípcia e a israelita, eram muito semelhantes e facilmente confuso.
Em todo caso, a queda do ser humano é o eixo essencial da gênese hermética. E aqui a diferença entre a gnose otimista e a pessimista é mostrada com total severidade: o ser humano caiu no tormento das humilhações ou, ao contrário, ele foi montado em uma criação maravilhosa e única? Para os filósofos do Renascimento não havia dúvida e, em todo caso, não é aceitável considerar que os hermetistas representavam uma terra eminentemente má, uma prisão de homens mais típica das correntes gnósticas.

### Noûs: pensamento
O ser humano, por sua excelência e piedade, tem permissão para acessar os mistérios de Deus, mas ele não será capaz de alcançar tal conhecimento por meio do pensamento dialético. Será através da revelação e recepção do Noûs (Pensamento) que o ser humano pode subir e cruzar o céu para o próprio Deus. Assim, Poimandres, o Nous do poder supremo, desce sobre aquele que deseja ser instruído sobre os seres, compreender sua natureza e vir a conhecer a Deus, e em pleno êxtase teúrgico começa seu trabalho mistagógico.
O incorpóreo que sustenta o cosmos é um Nous total que se contém totalmente. Um pensamento total que se contém totalmente, livre de qualquer corpo, estável, impassível, intangível, ele mesmo imóvel em si mesmo, capaz de conter todas as coisas e salvaguardar todos os seres, cujos raios são o Bem, a Verdade, o arquétipo do sopro vital e a alma arquetípica.
Da mesma forma, e vinculado à doutrina da liberdade, o não é um dom divino: aqueles homens que escolherem o caminho da sabedoria terão acesso ao Bem, rejeitando o mal. O pensamento é uma recompensa para as almas virtuosas, e aqueles que se imergem na grande cratera participarão do conhecimento e se tornarão homens perfeitos, e não cairão na ignorância de homens irracionais, dominados por paixões e apetites corporais.
Essa hierarquia obedece a quatro momentos de um mesmo processo: Deus, o cosmos e o ser humano.
1. Nous Divino: o conhecimento do próprio caráter do pensamento de Deus é o pináculo da verdade.
2. Nous da eternidade: o conhecimento da extensão e operação da obra de Deus.
3. Nous cósmico: o conhecimento da natureza que resulta da observação de todas as coisas.
4. Nous humano: aquela que o ser humano usa (através da memória do passado), para compreender e governar o mundo.[32]

### Logos: palavra
Diz-se que Deus gerou o cosmos por meio da palavra, ou seja, que o pensamento se tornou atividade por meio da palavra divina. O ser humano é dotado de pensamento e palavra e ambos são dotados do mesmo valor da imortalidade. A palavra é diferente da voz, porque a palavra que contém em si o valor do pensamento é cheia de sabedoria e poder (dýnamis). A palavra habita o pensamento, por isso é comum a todo ser humano, e só a voz é diferente: —Na verdade, filho, é diferente uma da outra [a palavra], mas a humanidade é uma só: é também uma palavra e é traduzida de um idioma para outro; de modo que, na realidade, encontramos um mesmo conceito no Egito, na Grécia ou na Pérsia. Se houver maneiras diferentes de expressar o pensamento, aquela linguagem que guarda o mistério divino em suas entranhas será a mais elevada e bela de todas, a mais próxima de Deus; para Giordano Bruno, essa língua era egípcia, e para Pico della Mirandola era hebraica, conectando-se assim com a tradição cabalística. Mas a verdade é que o grego, língua bárbara e sem poder, não era a mais indicada para expressar "opiniões herméticas".
Considerando o acima, não deveria ser surpreendente que a teologia egípcia pode ser definida como uma mistagogia (junção de misticismo e teologia) oculta em símbolos. O hermetismo, devido às suas raízes egípcias, deve a uma linguagem simbólica, muito distante da "linguagem dos filósofos". Palavras em sigilo devem ser imbuídas de nãos, senão o silêncio é sempre melhor.  Como você pode ver, este é um claro exemplo da separação mecânica e inconsistente entre o chamado hermetismo técnico e filosófico. O hermetismo é uma "filosofia do poder", não mais um conhecimento com o qual demonstrar e ensinar os processos cósmicos por meio de uma linguagem claramente racional. Os hermetistas eram teurgos; se eles eram ou não filósofos depende do que se está disposto a aceitar sob o termo filosofia.

### Pneuma
A Pneuma é o impulso ou energia cósmica que ordena o curso das estrelas e vivifica todos os seres da criação. Portanto, os procedimentos mágicos e astrológicos usam esse éter, essa substância comum das estrelas para realizar suas "obras milagrosas".

### Aion: eternidade
A eternidade é um conceito fundamental no hermetismo, especialmente no XI tratado sobre o Corpus e no Asclépio. A eternidade não é uma hipóstase (união do ser humano e divindade), deus ou entidade desajustada entre Deus e o cosmos, é um atributo de Deus e de toda a criação. A eternidade é o pilar que sustenta a criação. Deus governa eternamente o cosmos e seus seres vivos. A criação é uma eternidade viva e o cosmos provê vida eternamente a todos os seres que o habitam.

### Cosmos
O cosmos se formou hierarquicamente (graças ao Verbo divino, ele se instala nos Noûs primordiais (o incorpóreo), se move graças ao sopro divino (pneûma) e estende sua atividade na eternidade, que usa a providência (Prónoia), o destino (Heimarméne) e a necessidade (Anánke) de governar e manter o todo unido em uma ordem perfeita, apesar do acaso inerente ao material. A providência é a razão perfeita em si mesma do Deus celestial, a vontade e o projeto divinos, destino é a necessidade de que todos os eventos se cumpram, ligados entre si como elos de uma corrente, sob o domínio das estrelas; A necessidade é uma resolução inabalável e inalterável da providência.
Só Deus é eterno, enquanto o cosmos, que se tornou por causa do pai, está sempre vivo (aeízoon) e imortal.

### Movimento
O cosmos está em movimento perpétuo devido a uma causa incorpórea (sopro vital, alma), dentro do incorpóreo (Noûs), isto é, de um pensamento total que se contém totalmente.  O movimento é equilibrado pela repercussão dos opostos. Deve-se notar mais uma vez que o movimento não ocorre no vácuo. O vazio não existe para o sigilo. O movimento é o início da mudança no cosmos. A totalidade da criação é governada pela irresistível força geradora de rotação e desaparecimento, de revolução e renovação.

### Apocatastasis
Não há morte no hermetismo, apenas destruição e renovação perpétuas, porque "morte" é "aniquilação, mas não há nada no cosmos que seja aniquilado. Com efeito, o cosmos é um segundo deus e um vivente imortal e, portanto, é impossível que morra qualquer parte deste vivente imortal, pois tudo o que existe faz parte do cosmos e o ser humano, o vivente racional, é privilegiado. Como assinala Xavier Renau Nebot, a apocatástase é uma manifestação da doutrina do retorno eterno, típica das teologias solares e, em particular, da religião egípcia.

### Hierarquia celestial
O céu é governado pelo primeiro círculo dos trinta e seis reitores, através dos arcontes e dos planetas.  Este primeiro círculo é adjacente à esfera das estrelas fixas e ao Zodíaco. Então as Sete Esferas giram, governadas pela Fortuna e pelo Destino, através das quais todas as coisas mudam de acordo com a lei natural em movimento perpétuo. O demiúrgico Nous, deus do fogo e do sopro vital, fez os sete governadores, os planetas, governados pelo sol, cujo usiarca é a luz. O sol é o segundo demiurgo, gerador de vida, fiador da ordem cósmica, luz sensível, veículo de luz inteligível e centro do cosmos. O cosmos sensível é governado pelo sol e fragmentado pelas oito esferas. O mundo sublunar é governado pela relação íntima entre a lua e a terra, e está sujeito a mudanças perpétuas, sendo a casa do ser humano e das almas. Sobre Hades no hermetismo e a extensa nota sobre esta questão nos Textos Herméticos.

### Microcosmo: ser humano
A resposta para a razão pela qual o hermetismo foi tão estimado na Renascença é bastante simples: sua exaltação do ser humano. Diante das correntes gnósticas , que depreciavam qualquer relação entre o ser humano e a natureza, o hermetismo ensina que o cosmos foi criado para que o ser humano, por meio dele, pudesse contemplar o criador. O hermetismo é antropocêntrico porque tem fé no que é divino na natureza humana.  A astrologia hermética nos ensina que o ser humano é um reflexo do céu (melotesia), é um microcosmo em simpatia com o macrocosmo. Influências decanianas, zodiacais, planetárias e demoníacas têm um impacto significativo no corpo e na alma humanos.
A excelência do ser humano que realizou a Grande Obra proposta pela Alquimia é o núcleo da antroposofia hermética e foi justamente um fragmento de Asclépio que serviu a Pico della Mirandola para criar seu maravilhoso Discurso sobre a dignidade do homem.
O ser humano pode ser considerado hermetista em virtude de uma dupla natureza: uma mortal e outra imortal. Como mortal, ele está sujeito a mudanças e, como imortal, é capaz de se elevar ao pensamento de Deus por meio de seus próprios méritos.

### Alma
A alma no hermetismo é o princípio incorpóreo e a causa do movimento na região sublunar. As almas habitam o ar e são governadas pela lua. Além disso, toda alma é imortal e está sempre em movimento. As almas não são entidades independentes, são fragmentos que existem em virtude de apenas uma: a Alma do Mundo. Esta Alma do Mundo parece ser uma emanação do próprio Deus, não apenas mais um atributo do cosmos. O alento divino (pneuma), unido ao corpo, conduz à alma (irracional). Essa alma claramente irracional pode elevar-se ao nous divino (alma racional).
A alma é o recipiente no qual as faltas dos homens são derramadas e, uma vez que o corpo se dissolva, eles podem se levantar ou ser punidos por sua impiedade e apego às paixões corporais. As almas passarão pelos elementos em um processo de purificação progressiva, reencarnando até chegar ao coro dos deuses, pois este é o prêmio que aguarda aqueles que vivem na misericórdia de Deus e atendem o mundo com diligência. Mas aqueles que não o fazem e vivem na impiedade verão negado seu retorno ao céu e iniciarão uma ignominiosa e indigna migração de um espírito santo, encarnado em corpos estranhos. As almas são ordenadas pelas Sentinelas da Providência, pelo Psico-Guardião e pelo Psico-Guia. O Psicoguardião (em grego, psychopompós) ‹é o vigilante› das almas ‹ainda não encarnadas› e o Psicoguida é aquele que conduz e aponta suas tarefas às almas enquanto elas estão incorporadas.
A alma sobe às alturas, cruzando as sete esferas. No primeiro, ele abandona a atividade de aumentar e diminuir; no segundo, a maquinação insidiosa; no terceiro, desejo; no quarto, o desejo de poder e ambição; no quinto, a audácia ímpia e a imprudência da desavergonhada; no sexto, ganância sórdida; e finalmente, na sétima esfera, abandone a mentira traiçoeira. Assim ele atinge a natureza ogdoádica, unindo os poderes, as almas deificadas. Assim a anábasis da alma é completada.

### A matéria sob segredo
A deusa Ísis representa o receptáculo terrestre universal. No ventre da mãe e da donzela do cosmos sublunar só há espaço para a mudança eterna, para o movimento e geração contínuos. A matéria é o elemento passivo do cosmos, aquele que precisa ser ativado pela energia desencarnada para nascer. No entanto, a matéria contém o princípio da fertilidade, o poder e a habilidade natural de conceber e dar à luz. Os corpos são compostos de matéria em diferentes proporções. A proporção do material é medida pela magnitude dos elementos terrestres, aquáticos, aéreos e ígneos Esses elementos são eternamente misturados e dissolvidos devido à velocidade do movimento do cosmos.
A matéria é considerada, em geral, como um recipiente escuro e sujo, uma prisão para a alma, sujeita às mudanças, às paixões e aos apetites indignos e evasivos. Porém, na medida em que recebeu participação em tudo, também acessa de alguma forma o Bem: o cosmos é bom como criador, pois cria todas as coisas e, neste sentido limitado, participa do Bem; mas não em tudo o mais, pois é transitável, móvel e criador de seres transitáveis .

### Dualismo Hermético
O eixo do pensamento hermético é dominado pelo dualismo luz-escuridão, masculino-feminino, bom-mau. O bom e o mau convergem no cosmos como forças necessárias à ordem. Deus é a fonte absoluta do bem, e o mal é uma realidade incontornável não atribuível à vontade divina, pois teremos o que vem de Deus, mas é também que o que vem de nós o acompanha e não fica para trás. Por isso, só nós, e não Deus, somos responsáveis pelo mal, na medida em que o preferimos ao Bem. Portanto, o mal e o sofrimento foram semeados no mundo para que o ser humano, por meio do pensamento, da ciência e do entendimento, humildemente ascenda ao conhecimento de Deus, a Suprema Bondade.O hermetismo confronta assim as correntes gnósticas que consideram o cosmos como uma totalidade maléfica e sombria, alheia ao Deus verdadeiro.
A gnose pessimista, de provável origem "oriental", enfatiza o mal do ser humano. Somente por meio da piedade e do conhecimento do divino o ser humano pode emergir de sua própria essência maligna. O ser humano é livre para rejeitar as paixões e os vãos laços mundanos e para se lançar no caminho da piedade e da sabedoria, mesmo estando sujeito ao destino, porque nada no céu é escravo, nada na terra é gratuito.

### Religião da mente
Para os hermetistas, a filosofia consiste apenas no esforço de conhecer a Deus por meio da contemplação e da santa piedade. A ciência do conhecimento de Deus ocupa tudo, e a filosofia pura, que só está pendente da piedade para com Deus, só deveria se interessar pelas outras ciências na medida em que, por meio delas, podemos nos maravilhar com o retorno das estrelas às suas. posições iniciais, suas estações pré-fixadas e todas as suas mudanças são reguladas pelo número, e que, conhecendo as dimensões,qualidades e quantidades da terra, as das profundezas do mar, as do poder do fogo e as atividades da natureza de todas elas, o ser humano é levado, pela admiração, a adorar e louvar a arte e a sabedoria de Deus.
A excelência do ser humano reside sobretudo na piedade, que é a origem do bem e só pode ser perfeita se a virtude do desprezo o tiver fortalecido contra todo desejo de coisas estranhas; porque alheias a tudo o que nos relaciona com os deuses são as coisas desta terra que são possuídas por um desejo do corpo e que se chamam "posses", visto que não nascem conosco, mas depois são possuídas, o que nos dá o sentido da palavra posses.
O ser humano deve colher as sementes divinas: virtude, temperança e piedade, fugindo da ignorância das pessoas comuns para alcançar o conhecimento primordial. Mas o conhecimento é uma virtude de muito poucos, e a multidão odeia os homens bons e sábios, porque nem todos os homens têm a capacidade de pensar, pois existem dois tipos de homens, o material e o essencial; o material, que vive entre o mal, retém, como eu disse, a semente demoníaca do pensamento, o segundo, ligado por essência ao Bem, é preservado são e salvo por Deus.
O próprio Deus guia o ser humano piedoso que deseja conhecer a essência divina, pois ter esperança em alcançá-la é o caminho [adequado, certo] e fácil que conduz ao bem; Ele irá acompanhá-lo em qualquer curva da estrada, ele irá se manifestar a você em todos os lugares, onde e quando você menos esperar, esteja você acordado ou dormindo, enquanto você navega ou quando caminha, à noite ou durante o dia e se você falar ou se você estiver em silêncio. Pois nada existe que não seja ele (CH XI 21).

### Palingênese
No hermetismo, a condição indispensável para a salvação é a regeneração (Palingênese). A regeneração consiste em um segundo nascimento no estado divino, na recepção do nous. Para trazer esta regeneração à fruição, o ser humano piedoso deve buscar sabedoria inteligível em silêncio e a semente do verdadeiro Bem, e deve ser fertilizado pela vontade divina por meio de determinação inabalável, ascetismo e pureza moral. Essa pureza moral passa pela superação dos doze vícios constituídos a partir do círculo do Zodíaco, a saber: ignorância, aflição, incontinência, desejo, injustiça, ganância, mentira, inveja, fraude, raiva, imprudência e malignidade. Esses doze vícios são dominados pelos dez poderes ou virtudes, que são: o conhecimento de Deus, o conhecimento da alegria, temperança, fortaleza, justiça, generosidade, verdade, bem, vida e luz.

### O Silêncio Hermético
O próprio valor da palavra no sigilo impede o vazio da palavra pronunciada. O pensamento deve inundar a palavra e, diante do êxtase revelador, o silêncio é a coisa mais prudente a fazer. A Beleza de Deus só pode ser contemplada quando não se pode mais dizer nada sobre ela, pois conhecê-la supõe um silêncio divino e uma inatividade dos sentidos. Da mesma forma, a disseminação dos mistérios da regeneração é proibida por causa de sua impiedade: tais segredos ocultos e grandiosos não podem ser propagados ao vulgar ignorante, sob pena de cair no absurdo e na confusão. Portanto, evite conversas com a multidão, eu não quero te impedir, pelo contrário, você vai parecer ridículo, porque apenas o mesmo está associado ao mesmo e o diferente nunca é amigo do diferente. De fato, essas palavras legitimamente têm poucos ouvintes, e talvez nem mesmo esses poucos.
Chegar a Deus implica elevar o pensamento sobre a natureza mortal, sublimando a essência da alma, pois quando a beleza ilumina todo pensamento, inflama toda a alma e a eleva através do corpo, transfigurando completamente (o ser humano) para a essência. Pois é impossível, filho, que depois de contemplar a beleza do Bem, a alma seja divinizada no corpo de um ser humano.

### Teurgia
O hermetismo é, segundo seus seguidores, uma filosofia de poder. Seu propósito último é o conhecimento de Deus, e para isso usa o ritual teúrgico, e não apenas o mero raciocínio e intuição usado pelas demais crenças e filosofias. É verdade, o hermetismo usa a crença na magia para conhecer e dominar as forças cósmicas, mas não é magia comum, dirigida para fazer o bem ou o mal de acordo com a vontade do mago, mas um poder derivado da recepção dos nãos, capaz de aproximar o filósofo-teurgo da natureza divina da criação. Em um nível prático, esse poder baseado na simpatia cósmica consegue animar estátuas e criar imagens divinas, dando vida a elas. O ser humano pode modelar seus deuses segundo suas próprias características faciais, construindo estátuas capazes de conhecer o futuro, gerando sonhos divinatórios, criando e curando doenças e influenciando o estado de espírito, de acordo com nossa própria natureza e méritos. O ser humano se aproxima de Deus imitando a divindade em seu ato criativo.

## Evolução
Como a origem dos conhecimentos herméticos datam de alguns milhares de anos, é natural que durante tão longo tempo tenha ocorrido grandes transformações, tanto no que diz respeito aspectos organizacionais quando no contexto dos próprio ensinos. Dito isso resultou um grande número de organizações no passado assim como no presente intituladas de "Ordem Hermética". Os conhecimentos e a estruturação de algumas são oriundas das Escolas de Mistérios do Antigo Egito. Naturalmente o termo "Ordem" só apareceu depois da decadência do Egito, quando grupos de estudiosos deram nomes às organizações que transmitiam o conhecimento deixados por Thoth.
Sempre existiram muitas organizações que se intitularam de Sociedade, ou de Ordem Hermética, e também na atualidade. Muitas trazem ensinamentos autênticos, embora algumas atribuam o nome "hermética" a conceitos de grupos ou meras fantasias.
Ordens herméticas que ficaram consagradas ao longo dos séculos foram a Ordem dos Cavaleiros Templários, a Maçonaria e a Ordem Rosacruz.A Ordem Hermética da Aurora Dourada é uma ordem nova comparada com as anteriores, ela surgiu na década de 1880.
Recentes estudos associam a filosofia de Hegel com o hermetismo.

## Interpretações dos textos

### Caibalion
São sete as principais leis herméticas, estas se baseiam nos princípios incluídos no livro "O Caibalion" que reúne os ensinamentos básicos da Lei que rege todas as coisas manifestadas. A palavra Caibalion seria um derivado grego da mesma raiz da palavra Cabala, que em hebraico significa "recepção". O livro descreve as seguintes leis herméticas:
- Lei do Mentalismo: "O Todo é Mente; o Universo é mental";
- Lei da Correspondência: "O que está em cima é como o que está embaixo, e o que está embaixo é como o que está em cima";
- Lei da Vibração: "Nada está parado, tudo se move, tudo vibra";
- Lei da Polaridade: "Tudo é duplo, tudo tem dois polos, tudo tem o seu oposto. O igual e o desigual são a mesma coisa. Os extremos se tocam. Todas as verdades são meias-verdades. Todos os paradoxos podem ser reconciliáveis";
- Lei do Ritmo: "Tudo tem fluxo e refluxo, tudo tem suas marés, tudo sobe e desce, o ritmo é a compensação";
- Lei do Gênero: "O Gênero está em tudo: tudo tem seus princípios Masculino e Feminino, o gênero manifesta-se em todos os planos da criação";
- Lei de Causa e Efeito: "Toda causa tem seu efeito, todo o efeito tem sua causa, existem muitos planos de causalidade mas nada escapa à Lei".

Estudo da Filosofia Hermética do Antigo Egito e da Grécia
“Os lábios da sabedoria estão fechados, exceto aos ouvidos do entendimento.” – O Caibalion
Nos primeiros tempos existiu uma compilação de certas Doutrinas básicas do Hermetismo, transmitida de mestre a discípulo, a qual era conhecida sob o nome de “Caibalion”. A palavra “Caibalion”, na linguagem secreta significa tradição ou preceito manifestado por um ente de cima.
Esta palavra tem a mesma raiz que a palavra Cabala, vida ou entre manifestado, com o acréscimo do “íon” ou “eon” dos gnósticos. Este ensinamento é, contudo, conhecido por vários homens a quem foi transmitido dos lábios aos ouvidos, desde muitos séculos.
Estes preceitos nunca foram escritos ou impressos até chegarem ao nosso conhecimento, sendo uma coleção de máximas, preceitos e axiomas, não inteligíveis aos profanos, mas que eram prontamente entendidos pelos estudantes do hermetismo.
Do velho Egito saíram os preceitos fundamentais esotéricos e ocultos que tão fortemente tem influenciado as filosofias de todas as raças, nações e povos, por vários milhares de anos. O Egito, a terra das Pirâmides e da Esfinge, foi a pátria da Sabedoria secreta e dos Ensinamentos místicos. Todas as nações receberam dele a Doutrina secreta.
No antigo Egito viveram os grandes Adeptos e Mestres que nunca mais foram superados, e raras vezes foram igualados, nos séculos que se passaram desde o tempo do grande Hermes, que entre os Grandes Mestres do antigo Egito era conhecido como o Mestre dos Mestres, que foi o pai da Ciência Oculta, o fundador da Astrologia e o descobridor da Alquimia.
Supõe-se que Hermes viveu pelo ano 2.700 a.C., quando o Egito já estava sob o domínio dos Reis Pastores. Em todos os países antigos, o nome de Hermes Trismegisto foi reverenciado, sendo esse nome considerado como sinônimo de “Fonte de Sabedoria”.
“Os Princípios da Verdade são Sete; aquele que os conhece perfeitamente, possui a Chave Mágica com a qual todas as Portas do Templo podem ser abertas completamente.” – O Caibalion

### Lectorium Rosicrucianum
O conteúdo da Tábua de Esmeralda e dos textos do Corpus Hermeticum foram compilados e interpretados por J. van Rijckenborgh, Grão-Mestre da Escola Internacional da Rosacruz Áurea (Lectorium Rosicrucianum), nos 4 tomos do livro "A Gnosis Original Egípcia" (Uma edição antiga possui um título distinto "A Arquignosis Egípcia"). Ele apresenta uma visão Rosacruz e Gnóstica sobre o tema.